# Harald Lemke (Philosoph)
Harald Lemke (* 1965) ist ein deutscher Philosoph und Kulturwissenschaftler. Lemke lehrt und forscht in den Bereichen Ernährungsethik und Gastrosophie.

## Werdegang
Harald Lemke studierte von 1986 bis 1993 Philosophie und Geschichte in Konstanz, Hamburg und Berkeley; 1998 Promotion in Philosophie an der Universität Frankfurt am Main (Betreuer: Axel Honneth). Zwischen 1997 und 1999 war Lemke Landesdeputierter und Sprecher der Landesarbeitsgemeinschaft Kulturpolitik der GAL Hamburg. 2006 folgte seine Habilitation mit der Venia Legendi für Philosophie und Kulturwissenschaft. Ab 2000 war Lemke Dozent am Institut für Kulturtheorie, Kulturforschung und Künste im Bereich der Philosophie an der Leuphana Universität Lüneburg. Seit 2009 lehrt er am Zentrum für Gastrosophie. Ernährung – Kultur – Gesellschaft der Universität Salzburg. Er ist Geschäftsführer, Direktor und wissenschaftlicher Leiter des „Internationalen Forums Gastrosophie“ in Saalfelden am Steinernen Meer.

## Werke
- Freundschaft: Ein philosophischer Essay. Darmstadt: Primus-Verl., 2000.
- Ethik des Essens: Eine Einführung in die Gastrosophie. Berlin: Akad.-Verl., 2007.
- Die Kunst des Essens: Eine Ästhetik des kulinarischen Geschmacks. Bielefeld: Transcript, 2007.
- Die Weisheit des Essens: Gastrosophische Feldforschungen. München: Iudicium, 2008
- Essen – Wissen: Erkundungen zur Esskultur. (Hrsg. mit Tadashi Ogawa) München: Iudicium, 2008.
- Politik des Essens: Wovon die Welt von morgen lebt. Bielefeld: Transcript, 2012.
- Über das Essen: Philosophische Erkundungen. München: Fink, 2014.